# 貝利察市鎮

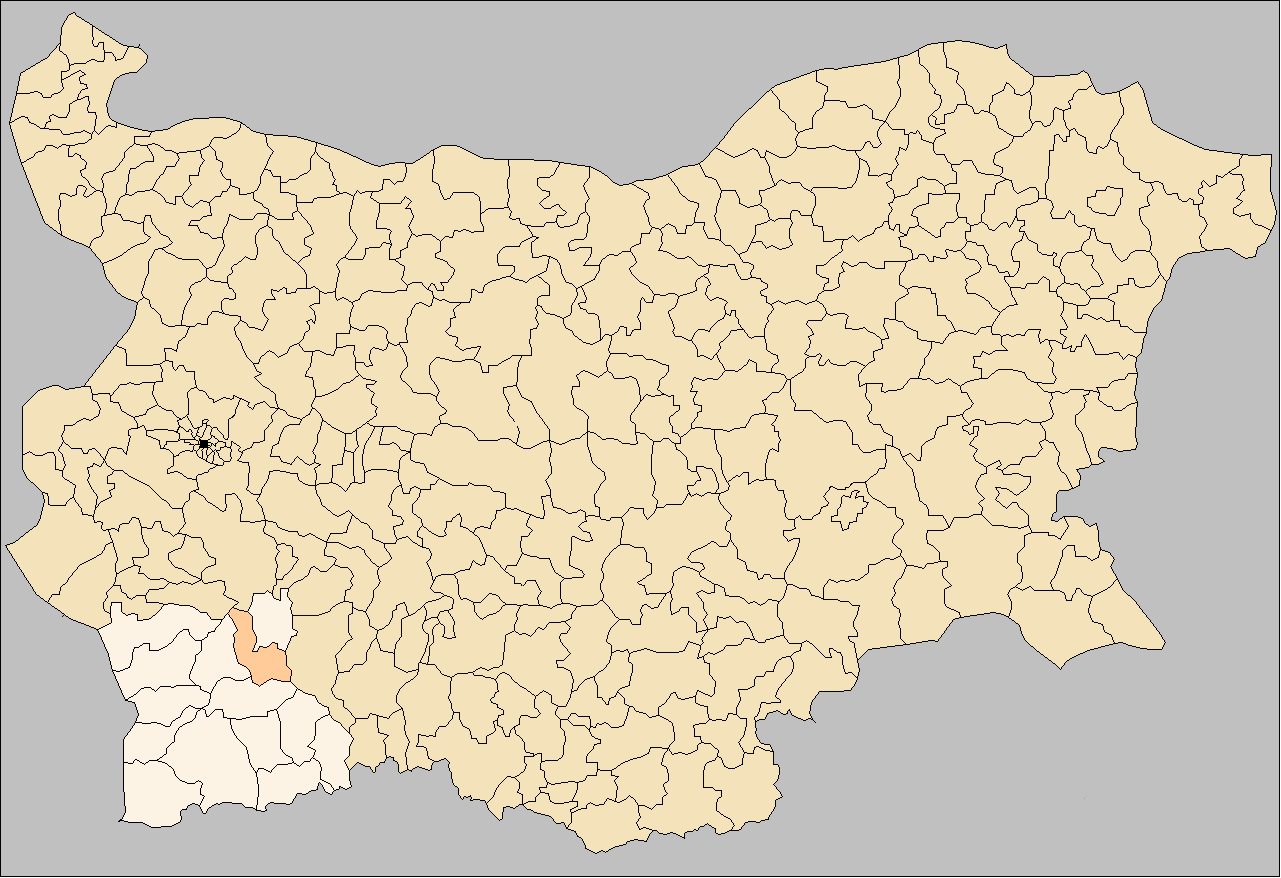

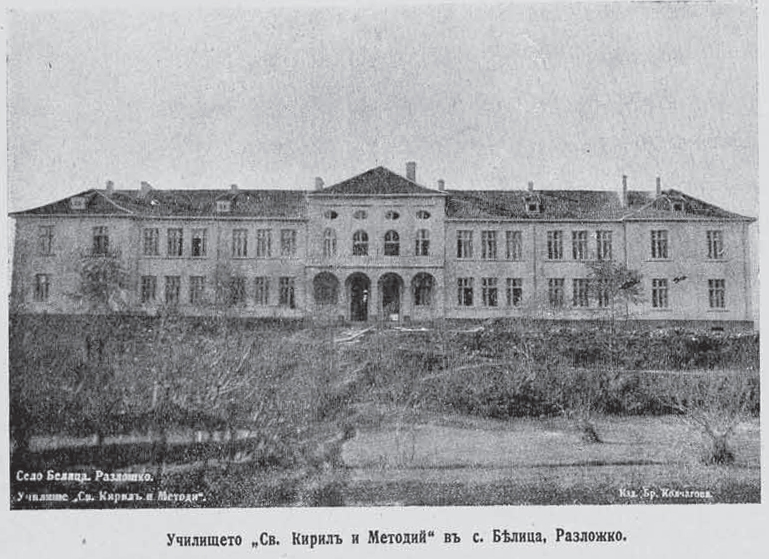

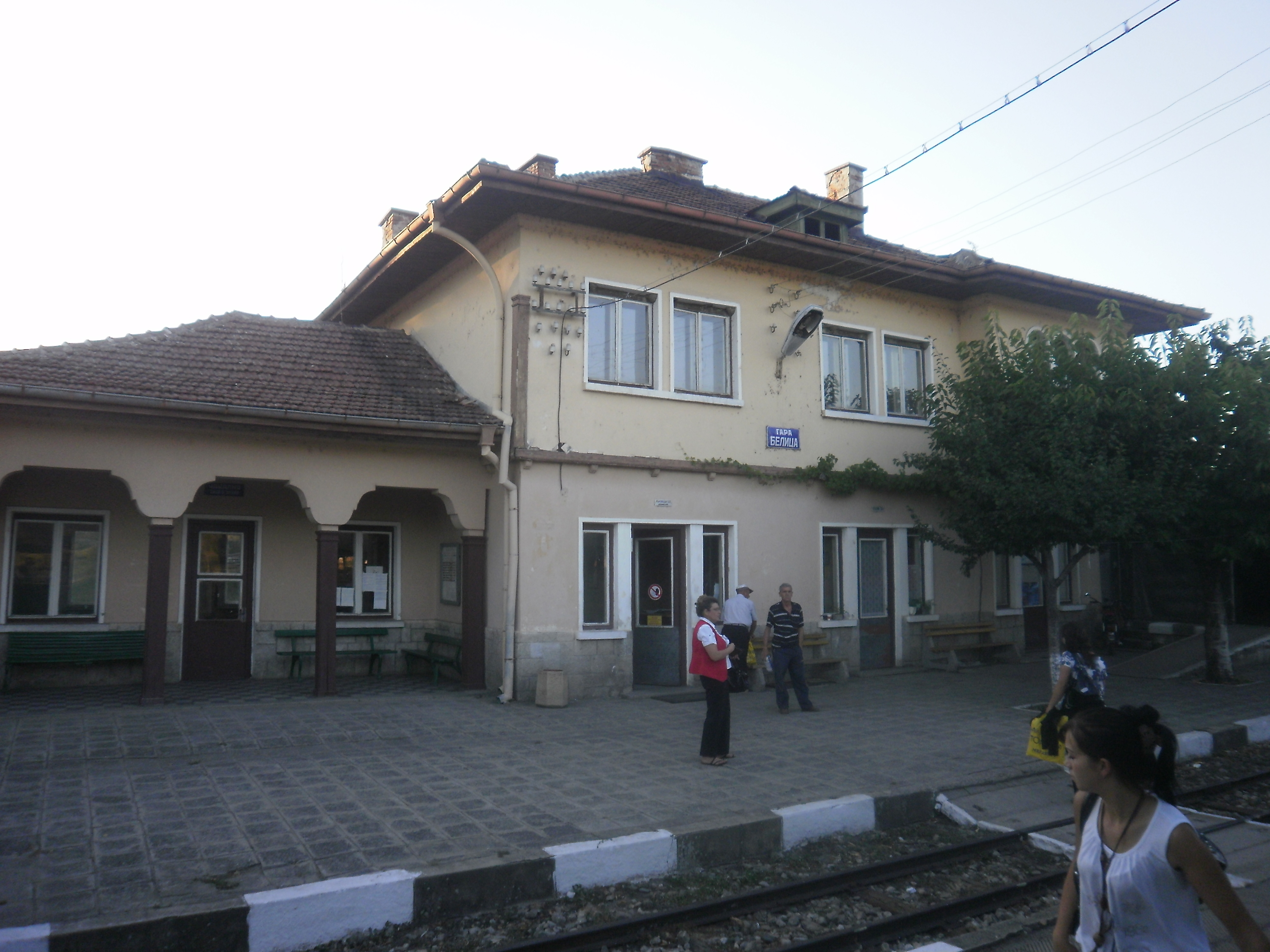

41°57′N 23°34′E / 41.950°N 23.567°E
貝利察市鎮，是保加利亞西南部布拉戈耶夫格勒州的市鎮，行政中心为貝利察，面積293.54平方公里，海拔高度952米，2011年人口9,927，人口密度每平方公里34人。